# Marcela Moldovan-Zsak
Marcela Moldovan, później Zsak (ur. 3 czerwca 1956 w Satu Mare) – rumuńska florecistka, srebrna medalistka olimpijska i dwukrotna medalistka mistrzostw świata.
Na igrzyskach olimpijskich w Montrealu w 1976 roku była siódma w zawodach drużynowych. Na rozgrywanych cztery lata później igrzyskach olimpijskich w Moskwie zajęła 9. miejsce w turnieju drużynowym i 21. w indywidualnym. Brała też udział w igrzyskach olimpijskich w Los Angeles w 1984 roku, gdzie reprezentacja Rumunii w składzie: Aurora Dan, Monika Weber-Koszto, Rozalia Oros, Marcela Moldovan-Zsak i Elisabeta Tufan-Guzganu zdobyła drużynowo srebrny medal. Indywidualnie zajęła tym razem 18. miejsce.
Podczas mistrzostw świata w Buenos Aires w 1977 roku wspólnie z Ecateriną Stahl-Iencic, Suzaną Ardeleanu i Magdaleną Bartoș zdobyła drużynowo brązowy medal. Wynik ten Rumunki z Moldovan-Zsak w składzie powtórzyły na rozgrywanych rok później mistrzostwach świata w Hamburgu.